# Torpedskott

Diagram över pansarelement i äldre örlogsfartyg:
(A) – Bältpansar
(B) – Övre däckpansar
(C) – Inre däckpansar med sluttning
(D) – Torpedskott

Torpedskott är en militär konstruktionsteknik där skepp (vanligen örlogsfartyg) utformas med skott (vertikala avskärmade innerskydd och utrymmen) ämnade att ge förstärkande skydd vid torpedträff. De ska huvudsakligen fungera som skiktat pansar, varav de ska kunna penetreras av torpeder och ta in vatten, utan att låta vatten gå in i skrovets huvudutrymmen och påverka skeppets flytkraft.
Torpedskott uppkom efter att torpeder tagits fram för att kontra bältpansar (ett bälte av pansar runt skepp ämnad att bland annat absorbera torpedträffar) genom att dyka under detta och verka mot det opansrade skrovet under skeppet. Då det är problematiskt att tungt pansra hela skrovet på skepp kontrades detta med så kallade torpedskott, skott ämnade att ta upp verkan av torpedträffar.
I och med att kraftigare torpeder tagits fram har vissa historiska skepp haft mer än tre lager av torpedskott, vissa tillagda utanpå huvudskrovet i efterhand.

### Webbkällor
- Svenska Akademiens ordbok: Torpedskott (tryckår 2006)